# 飛行第1戦隊 (日本軍)
飛行第1戦隊（ひこうだいいちせんたい、飛行第一戰隊）は、大日本帝国陸軍の飛行戦隊のひとつ。通称号は威八三〇一部隊。

## 概要
第一次世界大戦時に編成された「臨時航空隊」は、1915年（大正4年）1月初頭帰国後解散した。その後継として、同年10月14日に新設されたのが「航空大隊」（航空第1大隊）である。この部隊は1925年（大正14年）6月1日、航空兵力を統括する陸軍航空本部の発足に合わせて飛行第1連隊に格上げされた。
同年、航空兵科の独立など宇垣軍縮にもとづく航空兵力の増強が予定され、合計10個中隊（内訳は戦闘機中隊6、軽爆撃機中隊2、重爆撃機中隊2）が増設されることになった。これにより、飛行第1連隊は当初は大隊規模であったものの、2個偵察機中隊の配置転換を受け、偵察機中隊2個、戦闘機中隊2個に増強された。

その後、飛行連隊は実戦部隊と支援部隊の空地分離に合わせ飛行戦隊に改称し、飛行第1連隊は飛行第1戦隊となる。以後、大東亜戦争終結まで、主要な戦線の航空戦力の中心として活躍したが、1944年のフィリピン沖海戦以降は、特攻による戦力喪失とその補充のための日本本土帰投の繰り返しであった。
- 飛行分科：戦闘
- 編成時期：1938年（昭和13年）7月5日
- 編成地：各務原（岐阜県）
- 使用機種：九七式戦闘機、一式戦闘機「隼」、四式戦闘機「疾風」、五式戦闘機
- 配備機数：
- 終戦時の所在地：高萩（埼玉県）

## 歴代飛行第1連隊長
| 代 | 氏名       | 在任期間            | 備考 |
| -- | ---------- | ------------------- | ---- |
| 1  | 赤羽祐之   | 1925.5.1 -          | 中佐 |
| 2  | 徳川好敏   | 1927.7.26 -         |      |
| 3  | 牧野正迪   | 1929.8.1 -          |      |
| 4  | 妹尾隼熊   | 1931.3.11 -         |      |
| 5  | 儀峨徹二   | 1932.3.11 -         |      |
| 6  | 藤野市之丞 | 1933.8.1 - 1935.8.1 |      |
| 7  | 瀬戸俊二   | 1935.8.1 -          |      |
| 8  | 小沢武夫   | 1937.8.10 -         |      |

## 歴代飛行第1戦隊長
| 代 | 氏名         | 在任期間               | 備考                         |
| -- | ------------ | ---------------------- | ---------------------------- |
| 1  | 加藤敏雄     | 1938.7. -              | 中佐、ノモンハン事件で重傷   |
| 2  | 原田文男     | 1939.7.20 - 1939.7.29  | 中佐、戦死・ノモンハン事件   |
| 3  | 吉田直       | 1939.8.2 -             |                              |
| 4  | 武田金四郎   | 1940.9.5 -             |                              |
| 5  | 沢田貢       | 1943.3.1 -             | 戦死、ニューギニア・ラエ上空 |
| 6  | 松村俊輔     | 1943.3.15 - 1944.10.28 | 戦死、フィリピン・マナプラ   |
| 7  | 春日井敏郎   | 1944.11.7 - 1944.11.25 | 大尉、戦死                   |
| 8  | 橋本重治     | 1944.11. - 1944.12.22  | 戦死、ルソン島ポーラック上空 |
| 9  | 四至本広之烝 | 1945.3.18 -            | 大尉                         |